# Glennys Ramona Rosario De la Cruz
Glennys Ramona Rosario De la Cruz   (Santo Domingo, 22 d'octubre de 1990) és una empresària dominicana, assistent del ministre de Política Agrària i cofundadora d'iBAN Online.
És llicenciada en Comunicació Social per la Universitat Catòlica de Santo Domingo, especialitzada en Relacions Públiques.
Rosario De la Cruz va començar la seva carrera professional als 18 anys, treballant per a AAA Dominicana, S.A. Més tard va millorar les seves habilitats en anglès gràcies a la seva feina al servei d'atenció al client per a Melià Hotels International S.A.
Mentre cursava la carrera, Rosario De la Cruz va adquirir experiència en operacions comercials a J&D International Business SRL.
El 2016, amb 25 anys, Rosario De la Cruz va cofundar iBAN Online a la República Dominicana. Sota el seu lideratge, l'empresa va aconseguir una subvenció de capital inicial de la República de la Xina (Taiwan) durant el seu primer any.
iBAN Online amb l'impuls de Glennys Rosario és membre fundador de l'Associació Dominicana Fintech. Per al seu 3r aniversari l'any 2019 iBAN es va ubicar en un dels centres de negocis més importants de Santo Domingo, Torre Citi i tenia més de 200 empleats. La companyia va tenir un èxit considerable a nivell nacional i, el 2019, va ampliar les operacions a la Ciutat de Mèxic, amb Rosario De la Cruz assumint el paper de conseller delegat.
L'any 2020, amb l'esclat de la pandèmia de Covid-19, iBAN Online República Dominicana i Mèxic van llançar una promoció en què l'empresa oferia de 4 a 6 mesos de pagaments gratuïts per donar suport als emprenedors. A partir del 2023, dirigeix iBAN Online.